# 塞浦路斯 (歐洲議會選區)
賽普勒斯選舉區是歐洲議會選舉的一個選區，選區涵蓋整個賽普勒斯。共選出6名議員，是所有歐洲議會「全國選區」中最少的。

## 歷屆議員
在2004年歐洲議會選舉為第六屆當選為歐洲議會。但是，由於塞浦路斯僅在該月初才加入歐盟，因此這是該國舉行的第一次歐洲選舉。選舉於6月13日舉行。
登記的選民人數為483,311，其中503名是土族塞人和2054歐盟國民，而總投票人數為350.387，佔登記選民的72.50％。投票站的數量為1077個，按以下方式分配給每個投票區：尼科西亞416，利馬索爾323，法馬古斯塔（自由區）50，拉納卡169和帕福斯119。
六個席位由屬於黨或政黨聯盟或以個人身份競選的59名候選人競爭。保守的民主集會和左翼的工人進步黨（AKEL）贏得了最大的選票。